# Martinus Thomsen
Martinus Thomsen (általában csak a „Martinus”-t használta névként) (Sindal, Nordjylland régió, 1890. augusztus 11. – Frederiksberg, 1981. március 8.) dán író, gondolkodó, misztikus.

## Martinus élete és munkája
Martinus Thomsen dán tejüzemi munkás volt, aki harmincéves korában erős szellemi fény- és látomásélményeken ment keresztül. Ezek az élmények tartós változást idéztek elő tudatában. Átélte, hogy olyan tudásanyaghoz jutott hozzá, ami kozmikus és értelmileg határtalan, hogy küldetése van, amit el kell végeznie. Egy új világképet mutat be az emberiségnek.
A hátralévő életében Martinus főképpen evvel munkálkodott mint a Harmadik Testamentum szerzője, ez az összes műveinek címe, amely mintegy 8000 oldalt tartalmaz. A fő műve a Livets Bog (Élet könyve) hét kötetben (minden fordításban a dán címmel jelent meg) valamint Az Örök Világkép négy kötetben, amelyben negyven szerepel abból a kb. száz jelképből, amit Martinus előállított és megmagyarázott. Íróként Martinus csak a vezetéknevét használta. Kilencvenéves élete alatt Martinus előadóként is működött, nagyszámú előadást tartott azért, hogy tájékoztasson arról a kozmikus világképről, amit könyveiben leírt. Ezekből több megjelent cikk formájában, amelyeket a Kosmos című újságban hoztak nyilvánosságra Koppenhágában.
Martinus munkáját a korábbi vallási, kulturális impulzusok mintegy folytatását és megvalósítását tekintette, amelyekből az utolsó alapozta meg a három nagy világvallást; a buddhizmust, a kereszténységet és az iszlámot. Feladatának tekintette, hogy intellektuális alapot adjon az életnek vallási vagy szellemi oldaláról, úgy vélte, hogy a valóságnak ez a része megmagyarázható és tudományosan megérthető, ezt Martinus munkájában a „kozmikus elemzések” formájában írta le.
Martinus úgy tekintett alkotásaira, mint egy harmadik és utolsó testamentumra, úgy értette, hogy munkája „a szellemi tudomány”, azonos azzal a „Pártfogó a szent szellemmel”, amit a Bibliában megjövendöltek, amely szerinte szent tudományt jelent, úgy értelmezve, mint a legfensőbb valóságról szóló tudományt, amivel kapcsolatban saját művét mint „Az Intellektuális Kereszténység” határozta meg. A Harmadik Testamentumban Martinus azt gondolta, hogy logikus magyarázatait adja azoknak a szellemi valóságoknak, amelyek elrejtik magukat a vallási dogmák mögött, és amelyek eddig csak a hit tárgyai voltak. A jövő világképe és életnézése Martinus szerint nem a hit kérdése, hanem egy kérdés az elemzésről, a tudásról és a tudományról, az élő világmindenségről, amelynek az alapja szerinte a „mindenszeretet”.

## Martinus műve
Amikor Martinus kilencvenéves korában meghalt, maga után hagyta írói munkásságát, amely élete vége felé a Harmadik Testamentum nevet kapta. Ez negyven könyvből áll, beleértve fő művét a Livets Bog hét kötetét kb. háromezer oldallal. Amint a neve: Harmadik Testamentum jelzi, Martinus szerint könyvei folytatásai annak a gondolkodási hagyománynak, amely kifejezésre jut a Biblia két testamentumában. Ezáltal ez a három testamentum egy minden időkornak megfelelő útmutatást ad az erkölcsben, az életfelfogásban és a világképben. A Harmadik Testamentum a humánus és tudományos beállítottságú emberekhez szól, azokhoz, akik rokonszenveznek a vallások szeretetüzenetével, de nem tudnak lelkesülni semmilyen vallástól a vak hit alapján vagy a dogmáktól, ezek akár vallási, akár természettudományi oldalról jönnek.

## A mű tudománytartalma
Martinus kozmológiája a világmindenségről mint egész egységről szóló tanítás. Ez az egység Martinus szerint élő és ugyanaz, mint az, ami magában foglalja Isten fogalmát. Ezek szerint minden ugyanúgy a mikro- és makrokozmoszban, mint saját középkozmoszunkban organikus részeket alkot az Isten testében. Ezeket a részeket Martinus „életegységeknek” nevezi, minthogy ezek külön-külön élőlényeket képviselnek. Minden élőlény (ásványok, növények, állatok, beleértve a mai embereket) végtelen fejlődésben léteznek, egyre magasabb formájú öntudat felé tartanak. Ez a fejlődés szellemi vagy lelki formában váltakozva történik, változóan hozzákapcsolva egy fizikai organizmushoz és ez szinonim Isten módszerével, hogy alkossa és fenntartsa a saját egyéni életátélését, vagyis Isten életét.
A szellemi világ Martinus szerint „sugárszerű”, nem fizikai anyagból felépítve létezik. Mint az Istennek az a része és minden élőlény szervezete, ami a szellemi részhez tartozik (anyag, de nem fizikai hullámterület). A fizikai világ a test, a tér és az idő világa, aminek ellenállását és nehézségeit az egyén megtanulja legyőzni – azért az újraszületés (ez nem az ún. lélekvándorlást jelenti). A fizikai világban az egyén kellemetlen és kellemes tapasztalatokon megy keresztül, amelyek gazdaggá teszik tudatát, és fokozatosan formálják át természetét a mindig tökéletesebb formák felé. Végül egy szeretetlénnyé válik, aki teljesen megérti létezését, csak az egység hasznára cselekszik és harmóniában él a világmindenséggel. Az ilyen istenfelfogást, ami így értelmezi a világot, mint egy Isten, ugyanakkor, mint ez az Isten több mint ez, Panenteismusnak nevezik. Ám az Isten, amelyet Martinus ábrázol nem személytelen.
A világmindenség élete tehát, Martinus szerint, magában egy összetartott és örökké létező élőlény. De Isten megnyilvánulásban, átmeneti életformákban és végtelen spektrumban jelenik meg. Minden, ami a világmindenségben történik hajszálfinoman logikus és nélkülözhetetlen láncot képvisel ebben az örökös evolúcióban. Minden szeretetteljes alkotás, ez a létezés esszenciája és feltétele. Azt a fizikai világegyetemet, amit mi emberek mozdulatlanságnak nevezünk azt, aminek a mozgását nem látjuk ürességnek nevezzük azt, aminek anyagát nem látjuk értelmetlenségnek nevezzük azt, aminek értelmét nem látjuk.
Martinus szerint az élet immateriális oldala nem „semmi”, hanem egy szellemi valóság. Az életnek ezt az oldalát alaposan ábrázolja. Ezért nevezi művét szellemi tudománynak. A szellemi tudomány Martinus szerint a természettudomány szükséges kiegészítése, ami napjainkban sokaknál a vallások helyébe lépett, mint ami életnézetünk lényege és inspirációja.
A világmindenség ugyanúgy, mint az egyének, három aspektusból létezik, amit Martinus úgy nevez, mint X 1, X 2, és X 3. Az X megnevezés abból adódik, hogy minden aspektus a végelemzésében végződik a halhatatlanságban, és ezért megnevezhetetlen lesz, azon kívül a „valamin” amit „X” képvisel. A három X tehát lényegében nincsen elválasztva, nem különböznek, hanem három különböző szerepet képviselnek, amit ez a „valami” magában foglal. A valóságban tehát csak egyetlenegy elválaszthatatlan X van, ami egy integráns összjáték erejében a három különböző szerep között, mint egy élőlény jelenik meg. X 1 a mozdulatlan pont az élőlény bensőjében az, amit úgy él át, mint az Én-ét, és ami az ő isteni eleme. X 2 a lénynek (és mindenségnek) alkotó- és átélési képessége. Ez az élőlény végtelen teste, aminek a tehetségei a lény tapasztalataiból formálódnak. X 3 a megnyilvánulás tere (alkotás és átélés), itt hat formaalap struktúra található, amelyek hat különböző formájú, ugyanolyan formaalapú energiáknak az eszközei, amelyek segítségével minden alkotás és átélés történik. Martinus ezeket a struktúrákat alapenergia-testeknek nevezi. Az ember szempontjából nézve három van ezekből a testekből vagy struktúrákból a földön (mint élőlény szemlélve), ami itt, mint ásvány-, növény- és állatvilág jelenik meg.

## Értesítés
Martinus munkáiból előadásokat és tanfolyamokat tartanak szerte Északon és más országokban, főleg Európában. Határozott kívánsága szerint munkája körül nem szabad alkotni semmiféle formájú egyesülési tevékenységet, közösséget, szektákat vagy olyasmit, ami tagságot követel. Nincs szentség vagy szertartás. Martinus munkája elméleti útvezetést ad bárkinek, aki inspirációt talál a Harmadik Testamentumban. „Vedd át a munkámból azt, amiből hasznod van és hagyd a többit” volt a jelszava. Martinus nem sok specifikus tanácsot ad az életmódra. Mindenkinek magának kell ezekben a kérdésekben állást foglalnia azokra a tapasztalatokra és alapvetésekre támaszkodva, amivel rendelkezik. Ezzel szemben a felebaráti szeretet, a megbocsátás, a tolerancia, az ima használatának szószolója. Vegetáriánus ételkultúrát ajánl, tartózkodást az alkoholtól és más kábítószerektől.

## Magyarul megjelent művei
A szerzőtől eddig két kötet jelent meg magyar nyelven, A legtovább élő bálvány és Az Örök Világkép. Mindkét (korántsem tökéletes) fordítás eszperantóból készült. A művek gyakorlatilag beszerezhetetlenek, az Országos Széchényi Könyvtár sem kapott kötelespéldányt a dokumentumokból.